# Brea
Brea je město ve Spojených státech amerických. Nachází se v okrese Orange County ve státě Kalifornie. Ve městě žije  obyvatel a jeho rozloha činí . Leží 53 kilometrů jihovýchodně od Los Angeles. Na západě sousedí s městem La Habra, na jihozápadě s Fullertonem, na jihu s městem Placentia, na severozápadě s městem Chino Hills a na jihovýchodě s městem Yorba Linda.
Své sídlo zde má společnost ViewSonic Corporation. Městem prochází silnice California State Route 142 a nachází se zde nákupní centrum Brea Mall.